# Heimat Europa Filmfestspiele
Die Heimat Europa Filmfestspiele (Eigenschreibweise: HEIMAT EUROPA Filmfestspiele) finden jedes Jahr im August in Simmern (Hunsrück) statt. Unter der Schirmherrschaft von Edgar Reitz, der in der Stadt zur Schule ging und später sein Epos Heimat zu großen Teilen in der Umgebung und in Teilen in Simmern selbst drehte, widmet sich das Festival dem modernen Heimatfilm. Gezeigt werden aktuelle Spiel- und Dokumentarfilme aus ganz Europa. Ein Juror vergibt den nach dem Schirmherrn benannten Hauptpreis EDGAR.

## Programm
Veranstaltet werden die Filmfestspiele von der Stadt Simmern und dem Pro-Winzkino e.V., der auch das einzige Kino vor Ort betreibt. Sie widmen sich in der Filmauswahl neben dem übergreifenden Thema Heimat einem jährlich wechselnden Thema, dass sich nach dem Kultursommer Rheinland-Pfalz richtet. Edgar Reitz war von Anfang an Schirmherr und mit seinem Werk Ideengeber für die moderne und internationale Beschäftigung mit dem Thema Heimat. Reitz ist auch Ehrenbürger der Stadt Simmern. Die erste Ausgabe fand 2019 noch unter dem Titel "Heimat(en)" statt. Dabei wurden noch keine Preise für Langfilme verliehen. Die zweite Ausgabe fand 2020 aufgrund der Corona-Pandemie als Autokino statt.
Die Filme werden sowohl im Pro-Winzkino als auch Open Air auf dem Fruchtmarkt gezeigt. In der Reihe Heimatbegegnungen finden auch Veranstaltungen in der weiteren Umgebung statt. Die Festspiele dauern gut zwei Wochen Mitte des Monats August. Anlässlich der Vorführungen sprechen die anwesenden Filmemacher über die Themen ihrer Werke. Als Teil des Rahmenprogramms finden vor und zwischen den Filmvorführungen vor allem Konzerte, aber auch Lesungen, Podiumsdiskussionen, kabarettistische Auftritte und weitere Veranstaltungen rund um die Themen der Filme statt. Auch Stummfilmkonzerte an der Orgel der benachbarten Stephanskirche sind ein fester Bestandteil der Filmfestspiele.

## Vergebene Preise
Der mit 2500 Euro dotierte Hauptpreis der Filmfestspiele für den besten modernen Heimatfilm heißt nach dem Schirmherrn EDGAR. Die zugehörige Trophäe aus massiver Bronze wurde von Thomas Duttenhoefer Edgar Reitz nachempfunden. Reitz selbst erhielt 2021 den bislang einzig vergebenen „Ehren-EDGAR“. Der Preis wird von einem jährlich wechselnden Juror aus der Welt des Films verliehen.
Zusätzlich wird ein Publikumspreis dotiert mit 1000 Euro verliehen. Burghart Klaußner stiftete als Juror 2023 einen Preis den besten Nachwuchsfilm im Wettbewerb und vergab diesen an Elaha von Milena Aboyan. Der Preis wird seit 2024 vom Land Rheinland-Pfalz gestiftet. Kulturministerin Katharina Binz vergab ihn in diesem Jahr für den Film Echoes from Borderland von Lara Milena Brose.
| Jahr | Juror             | Gewinner EDGAR                               | Publikumspreis                           |
| ---- | ----------------- | -------------------------------------------- | ---------------------------------------- |
| 2020 | Katja Riemann     | İlker Çatak für Es gilt das gesprochene Wort | nicht vergeben                           |
| 2021 | Ulrich Tukur      | York-Fabian Raabe für Borga                  | Bettina Borgfeld für Was kostet die Welt |
| 2022 | Jan Josef Liefers | Maryna Er Horbatsch für Klondike             | Lutz Pehnert für Bettina                 |
| 2023 | Burghart Klaußner | Colm Bairéad für The Quiet Girl              | Adrian Goiginger für Der Fuchs           |
| 2024 | Nicolette Krebitz | Isabel Coixet für Un Amor                    | Andreas Dresen für In Liebe, Eure Hilde  |